# Félix Bernard (historien)
Pour les articles homonymes, voir Félix Bernard et Bernard.
Félix Bernard, né le 17 février 1883 à Montmélian et mort le 26 mars 1972 à Myans, est un prêtre catholique et historien de la Savoie.

## Biographie
Charles-Félix Bernard naît le 17 février 1883, à Montmélian.
Après des études secondaires à Beaufort, il fréquente le petit séminaire de Saint-Pierre-d'Albigny puis le grand séminaire de Chambéry. Il est ordonné prêtre en 1910. Il est vicaire jusqu'à la première Guerre mondiale où il est blessé. Il devient curé dans plusieurs paroisses de Savoie : La Table (à partir de 1919), Saint-Pierre-de-Soucy, Villard-d'Héry, Arbin jusqu'à sa retraite (1949-1956),.
Il est l'auteur de plusieurs publications concernant l'histoire locale. Il est reçu à l'Académie des sciences, belles-lettres et arts de Savoie. Il est membre de l'Académie delphinale, occupant le Fauteuil n° 6, élu le 17 décembre 1960 et dont le date du discours de réception se déroule le 23 juin 1962, succédant à Henri de Jouvencel.
Félix Bernard meurt le 26 mars 1972, des suites d'une maladie, à Myans. La messe est célébrée dans l'église de l'Assomption-de-Notre-Dame de Montmélian et son corps est inhumé dans le cimetière communal.

## Hommage
- André Perret, L'abbé Félix Bernard et son œuvre historique, Association des amis de Montmélian et de ses environs, n°1-9 (1976-1978), p. 33-47 (lire en ligne).

## Publications
- Histoire de Montmélian, chef-lieu du comté et bailliage de Savoie, des origines à 1706, Imprimerie Allier, 1956, 1984, 429 p..
- Le pays de Montmayeur : sa vallée du Coisin et le Bondeloge, Imprimerie Allier, 1971, 214 p..
- Les Origines féodales en Savoie-Dauphiné : la vie et les rapports sociaux d'alors, Imprimerie Guirimand, 1969, 396 p..
- Le Pays de Gelon, petit-fils de Charlemagne, région de l'Hüille, La Rochette et Chamoux entre l'Arc et le Bréd, 1969
- L'Évolution historique en Savoie, depuis l'âge des meillans et des cités lacustres, 1968
- L'Abbaye de Tamié, ses granges (1132-1793), Imprimerie Allier, 1967, 307 p..
- Histoire de Pontcharra-sur-Bréda et du mandement d'Avalon, des origines au XIXe siècle, un pays frontière, patrie de saint Hugues évêque de Lincoln et du chevalier Bayard, 1964
- Au pays de Montmayeur. Études d'histoire féodale sur l'Ager de Montmayeur, 1933